# Розел Парк (Њу Џерзи)
Розел Парк (енгл. Roselle Park) град је у америчкој савезној држави Њу Џерзи.

## Демографија
По попису из 2010. године број становника је 13.297, што је 16 (0,1%) становника више него 2000. године.
| Група             | 2000.         | 2010.         |
| Белци             | 9.397 (70,8%) | 7.261 (54,6%) |
| Афроамериканци    | 322 (2,4%)    | 783 (5,9%)    |
| Азијати           | 1.214 (9,1%)  | 1.354 (10,2%) |
| Хиспаноамериканци | 2.170 (16,3%) | 3.809 (28,6%) |
| Укупно            | 13.281        | 13.297        |